# Grijskruinbabbelaar
De grijskruinbabbelaar (Pomatostomus temporalis) is een vogel uit de familie Pomatostomidae. Deze soort komt voor in Australië en Nieuw-Guinea.

## Kenmerken
De grijskruinbabbelaar is met een lengte van 29 cm de grootste babbelaarsoort in Australië. Hij lijkt op de witbrauwbabbelaar, maar is gemiddeld 9 cm langer. Verder heeft een grijskruinbabbelaar een duidelijkere, bredere witte wenkbrauwstreep en daarboven een grijze kruin (bij de witbrauwbabbelaar smaller wit en een zwarte kruin). De staart is donkerbruin bijna zwart, met een lichte eindband.

## Verspreiding en leefgebied
Deze vogel komt voor in Australië en Nieuw-Guinea en telt twee ondersoorten:
- P. t. temporalis: zuidelijk-centraal Nieuw-Guinea en van Kaap York tot zuidoostelijk Australië.
- P. t. rubeculus: noorden, westen en midden van Australië.

De vogel komt voor in vrij droge gebieden met open bos en struiken (scrublands).

## Status
De grijskruinbabbelaar heeft een groot verspreidingsgebied en daardoor alleen al is de kans op de status  kwetsbaar (voor uitsterven) gering. De grootte van de populatie is niet gekwantificeerd. Het leefgebied van de vogel wordt plaatselijk bedreigd door versnippering (verstedelijking, infrastructuur en intensivering van de landbouw). In de staat New South Wales bijvoorbeeld heeft de nominaat P. t. temporalis (op de rode lijst van de deelstaat) de status kwetsbaar. Echter, het tempo van achteruitgang van de wereldpopulatie ligt onder de 30% in tien jaar (minder dan 3,5% per jaar) en elders is de vogel nog redelijk algemeen. Om deze redenen staat deze babbelaar als niet bedreigd op de (internationale) Rode Lijst van de IUCN.